# Perdita yosemitensis
Perdita yosemitensis är en biart som beskrevs av Timberlake 1962. Perdita yosemitensis ingår i släktet Perdita och familjen grävbin. Inga underarter finns listade i Catalogue of Life.